# نواة دهليزية إنسية
النواة الدهليزية الإنسية هي إحدى النوى الدهليزية، وتقع في النخاع المستطيل .
وهي إحدى النوى التي تقابل العصب الدهليزي (الذي يرتبط بالعصب القوقعي مكونا العصب القحفي الثامن)
تتلقي هذه النواة إمدادها الدموي من الشريان المخيخي السفلي الخلفي.

## روابط خارجية
- https://web.archive.org/web/20111109232230/http://www.neuroanatomy.wisc.edu/virtualbrain/BrainStem/13VNAN.html

1. ↑  نموذج تأسيسي في التشريح، QID:Q1406710